# AMA Awards Program
AMA Awards Program é um prêmio dado anualmente a profissionais ligados a área do Motociclismo.
Supervisionado pelo Conselho de Administração da American Motorcyclist Association (AMA), o AMA Awards Program reconhece os indivíduos e organizações que demonstraram liderança, excelência e dedicação incomum para a missão de promover a AMA, o estilo de vida dos motociclistas e proteger o futuro do motociclismo.

## Prêmio "Dud Perkins Lifetime Achievement" (AMA Dud Perkins Lifetime Achievement Award)
- 2012: Jerry Abboud
- 2004: Dave Despain
- 2002: Patty Mills
- 2000: Jim Hutzler & Carl Reynolds
- 1998: Jim Nickerson
- 1997: Trevor Deeley
- 1996: Woody Leone Sr. & Bill Boyce
- 1995: Dick Mann
- 1994: Dave[2] & Rita Coombs & Mike Farabaugh
- 1993: Charlie & Joan Watson & Chuck & Sharon Clayton
- 1991: Bob Frink
- 1990: Roger Hull, Harold Farnam & Roxy Rockwood
- 1989: Stan & Dorothy Miles
- 1988: Joe Christian
- 1987: Bee Gee & Duke Pennell & John & Bonnie Burnside
- 1986: Hap Jones & Floyd "Pop" Dreyer
- 1985: Bill Bagnall
- 1984: Jim Davis
- 1983: J. C. "Pappy" Hoel & Earl & Lucille Flanders
- 1982: Al Eames
- 1981: Lin Kuchler
- 1980: Horace Fritz
- 1979: Dot & Earl Robinson
- 1978: Reggie Pink
- 1977: J. R. Kelley
- 1976: John Harley
- 1975: Bruce Walters
- 1973: William Harley
- 1972: Tom Sifton
- 1971: Soichiro Honda
- 1970: Dud Perkins

## Prêmio "Bessie Stringfield" (AMA Bessie Stringfield Award)
Este prêmio foi criado em 2000 para premiar "mulheres que foram fundamentais para mostrar a outras mulheres que elas podem ser participantes ativas no mundo do motociclismo."
- 2012: Gabrielle Giffords
- 2003: Margaret Wilson
- 2002: Rita Coombs
- 2000: Patti Carpenter

## Prêmio "Hazel Kolb Brighter Image" (AMA Hazel Kolb Brighter Image Award)
Este prêmio é considerado "a maior honraria da AMA para atividades que geram publicidade favorável ao motociclismo"
- 2012: Bernie Bredbenner
- 2005 : Southwest Airlines Spirit magazine; Comercial de TV da Transamerica "Haircut".
- 2004: Dirk Kempthorne.
- 2003: Bill Dutcher; Kyle Petty
- 2002: Lt. Col. Duane "Digger" Carey
- 2001: Ken Griffey, Jr.; Brian Neale; Southern Company; Peter Michelmore; American Heritage;
- 2000: Barbara Schock e Tamara Tiehel pela produção do video "My Mother Dreams the Satan's Disciples in New York."; Columbus Monthly pelo artigo "Hog Heaven."; Dennis Read, autor do artigo; The Tonight Show; "Forbes ASAP Magazine" pela publicação do artigo "Speed Reading,"; AARP; Mastercard, Inc.;
- 1998: "Power to Create, Inc.", produtora do video "There Goes A Motorcycle"; Dave Hood Entertainment; The Kansas Lottery; Barkley & Evergreen; AvMed Health Plan; Chrispin Porter Bogusky; Lyle Lovett; Malcolm Smith; Dan Aykroyd; Scot Harden; KTM Sportmotorcycles; The Guggenheim Museum; Angus S. King Jr.;
- 1997: Ann Ferrar; "Hallmark, Inc."; "The 7 Up Bottling Company"; DJM Post Production; American Federal Savings Bank; Banik & Associates Advertising Design Inc.; PBS; Al Roker; "Engel Brothers Media Inc."; Harrison Ford; Rosie O'Donnell; Revista "The Lancaster County Magazine"; Sue Long;
- 1996:Andy Pargh; NBC's "Today Show"; Revista "American Way magazine"; Jim Petersen; Fundação "The Women's Motorcyclist Foundation"; The Cross Island Motorcycle Club e Slavin/Schaffer Films; "The Sharper Image catalog" e ao seu fundador Richard Thalheimer; Slavin/Schaffer Films; "Cosmopolitan Magazine";
- 1995:The Franklin Mint Almanac and Mort Wood; Drag racer Steve Johnson; Shav Glick;
- 1994:Senador Ben Nighthorse Campbell; Visa USA and BBD&O; "The Christian Motorcyclist Association"; SLM Fitness, William Cameron, e Tyee Productions; "AV Entertainment, Inc.", Emerson Glazer, e Greg Micallef; Orquestra Sinfônica "The Columbus Symphony Orchestra", Carla Hill;
- 1993:Mulheres da "Wheels motorcycle club"; Empregados da Harley-Davidson Motor Company; Mary Hart; Programa de televisão "Entertainment Tonight"; Pete DeLasho, produtor do programa da MTV "Roadhog"; MTV pelo programa "Roadhog"; Dr. Bob Meister;
- 1992:Montana Power Company; Flying Magazine; Pepsi-Cola; Hummel figurines, Goebel Marketing, e "Pedone & Partners"; Rae Tyson; "Knights of Life Motorcycle Club", "Chapter One"; Mike & Dianne Traynor; The Palm Beach Post; Bruce Goldberg;
- 1990: Merle Jacobsen; Ron Davidson; "The Motor Maids"; Chris Pfouts; Smith-Kline-Beecham e Grey Advertising; Roland Rowe; Catharine Rambeau;
- 1989:The Maine National Guard;
- 1988:John E. Evans; "The Milwaukee Journal"; Jeanne Mare Werle, Courtney Caldwell, Patty Mills e Carol Auster; "The California Highway Patrol";
- 1987:The Motorcycle Industry Council; Phil Schmit e Charles Peretian; Jay Leno; Malcolm S. Forbes;

## Destaque do ano - Motociclista de Pista (AMA Outstanding Road Rider Award)
- 2012: William Wollner
- 2005: Ron and Jill Andrews
- 2002: Piet Boonstra
- 1997: Oliver Shokouh
- 1995: Mike Traynor
- 1994: Dennis Petersen
- 1993: Richard Gray
- 1992: Robert E. Higdon
- 1991: Marilyn Vershure
- 1990: Bob & Irene Capling
- 1989: Jim Nickerson
- 1988: Joe "Stroker" Barnett
- 1987: Denis Petrie
- 1986: Ken & Alinga Allen
- 1985: Biff Morris
- 1984: Tom & Jacque Wilson
- 1983: Marc & Jeannine Beaulieu
- 1982: Chip Golemon
- 1981: George Westervelt
- 1980: Joe Cook
- 1979: Hazel Kolb
- 1978: Ed Calman
- 1977: John & Bonnie Burnside

## Destaque do ano - Motociclista de Off-road (AMA Outstanding Off-Road Rider Award)
- 2012: Jay Hall

## Prêmio "Amigo da AMA" (Friend of The AMA Award)
- 2012: Robert Althoff